# Amphoe Ban Phai
Amphoe Ban Phai (Thai: อำเภอ บ้านไผ่) ist ein Landkreis (Amphoe – Verwaltungs-Distrikt) in der Provinz Khon Kaen. Die Provinz Khon Kaen liegt in der Nordostregion von Thailand, dem so genannten Isan.

## Geographie
Benachbarte Landkreise (von Süden im Uhrzeigersinn): die Amphoe Pueai Noi, Nong Song Hong, Non Sila, Chonnabot, Mancha Khiri und Ban Haet in der Provinz Khon Kaen, sowie die Amphoe Kosum Phisai und Kut Rang der Provinz Maha Sarakham.

## Geschichte
Das Gebiet des heutigen Landkreises Ban Phai hieß ursprünglich Ban Keng (บ้านเกิ้ง) und war ein Tambon des Amphoe Chonnabot. Ban Phai wurde 1928 zunächst als „Zweigkreis“ (King Amphoe) eingerichtet, bestehend aus drei Tambon, die vom Amphoe Chonnabot abgetrennt wurden. Am 1. Februar 1940 bekam Ban Phai dann den vollen Amphoe-Status. Im Jahr 1946 wurde Chonnabot heruntergestuft und dem Amphoe Ban Phai untergeordnet, erst 1966 wurde Chonnabots vorheriger Status wiederhergestellt.

## Verkehr
Ban Phai verfügt über einen Bahnhof an der Nordostlinie der thailändischen Eisenbahn (Strecke Nakhon Ratchasima–Nong Khai). Durch den Bezirk führt die Thanon Mittraphap („Straße der Freundschaft“; Nationalstraße 2). Von dieser zweigt hier die Nationalstraße 23 ab, die die Provinz Khon Kaen mit den Provinzen Maha Sarakham, Roi Et, Yasothon und Ubon Ratchathani verbindet.

## Verwaltungseinheiten

### Provinzverwaltung
Der Landkreis Ban Phai ist in zehn Tambon („Unterbezirke“ oder „Gemeinden“) eingeteilt, die sich weiter in 113 Muban („Dörfer“) unterteilen.
| Nr. | Name         | Thai     | Muban | Einw.  |
| --- | ------------ | -------- | ----- | ------ |
| 1.  | Ban Phai     | บ้านไผ่    | 0-    | 17.553 |
| 2.  | Nai Mueang   | ในเมือง   | 0-    | 26.195 |
| 5.  | Mueang Phia  | เมืองเพีย  | 14    | 09.570 |
| 9.  | Ban Lan      | บ้านลาน   | 0-    | 08.929 |
| 10. | Khaen Nuea   | แคนเหนือ  | 0-    | 07.097 |
| 11. | Phu Lek      | ภูเหล็ก    | 08    | 06.162 |
| 13. | Pa Po        | ป่าปอ     | 02    | 07.535 |
| 14. | Hin Tang     | หินตั้ง     | 12    | 08.088 |
| 16. | Nong Nam Sai | หนองน้ำใส | 12    | 06.459 |
| 17. | Hua Nong     | หัวหนอง   | 0-    | 03.626 |

Hinweise: Die fehlenden Nummern (Geocodes) gehören zu den Tambon, die heute zu Ban Haet und Non Sila gehören.
Die Daten der Muban liegen zum Teil noch nicht vor.

### Lokalverwaltung
Es gibt eine Kommune mit „Stadt“-Status (Thesaban Mueang) im Landkreis:
- Ban Phai (Thai: เทศบาลเมืองบ้านไผ่) bestehend aus Teilen der Tambon Ban Phai, Nai Mueang und Khaen Nuea.

Es gibt eine Kommune mit „Kleinstadt“-Status (Thesaban Tambon) im Landkreis:
- Nai Mueang (Thai: เทศบาลตำบลในเมือง) bestehend aus den übrigen Teilen des Tambon Nai Mueang.

Außerdem gibt es neun „Tambon-Verwaltungsorganisationen“ (องค์การบริหารส่วนตำบล – Tambon Administrative Organizations, TAO):
- Ban Phai (Thai: องค์การบริหารส่วนตำบลบ้านไผ่)
- Mueang Phia (Thai: องค์การบริหารส่วนตำบลเมืองเพีย)
- Ban Lan (Thai: องค์การบริหารส่วนตำบลบ้านลาน)
- Khaen Nuea (Thai: องค์การบริหารส่วนตำบลแคนเหนือ)
- Phu Lek (Thai: องค์การบริหารส่วนตำบลภูเหล็ก)
- Pa Po (Thai: องค์การบริหารส่วนตำบลป่าปอ)
- Hin Tang (Thai: องค์การบริหารส่วนตำบลหินตั้ง)
- Nong Nam Sai (Thai: องค์การบริหารส่วนตำบลหนองน้ำใส)
- Hua Nong (Thai: องค์การบริหารส่วนตำบลหัวหนอง)